# جامع التويم
جامع التويم أحد الجوامع الأثرية الواقعة في بلدة التويم بمحافظة المجمعة التابعة لمنطقة الرياض عاصمة المملكة العربية السعودية، بناه مدلج بن حسين الوائلي وبنوه وعشيرته بعد انتقالهم من أشيقر إلى هذه البلدة وذلك في القرن الثامن الهجري/ الرابع عشر الميلادي، على الطراز النجدي القديم في مساحةٍ تبلغ 461 كيلو متر مربع، وهو يتسع عندما تم إنشاؤه لنحو (270) مصلي، تولى أمر الإمامة والخطبة في هذا الجامع عبر الزمان ثلةٌ من الأئمة الشيوخ والمؤرخين النجديين، واليوم هو ضمن المساجد الـ130 القديمة في السعودية التي يستهدف مشروع «محمد بن سلمان لتطوير المساجد التاريخية» المطلق عام 1440هـ/ 2018م ترميمها لإعادة تأهيلها من جديد للصلاة والعبادة، وإبراز البعد الحضاري للمملكة الذي ترتكز عليه رؤية 2030، إذ تم الانتهاء من المرحلة الأولى منه التي شملت تأهيل 30 مسجد بتكلفة إجمالية 50 مليون ريال، وذلك من قبل شركات سعودية متخصصة في المباني التراثية، وبإشراف مهندسين سعوديين وقد كان هذا الجامع من ضمن المباني المنجزة خلال هذه الفترة حيث تم الانتهاء من ترميمه في شهر محرم من سنة 1441هـ الموافق لشهر سبتمبر 2019م.

## موقعه
يقع في شمال بلدة التويم بمحافظة المجمعة التابعة إداريًا لمنطقة الرياض عاصمة المملكة العربية السعودية، وهو حاليًا أحد المباني القديمة التي يشملها إطار القرية التراثية بالتويم.

## البناء
بني الجامع في القرن الثامن الهجري/ الرابع عشر الميلادي، على يد مدلج بن حسين الوائلي وبنوه وعشيرته وذلك في أعقاب انتقالهم من أشيقر إلى بلدة التويم، وبناءه شكلًا خارجيًا وهندسةً داخلية كان على الطراز النجدي.

## الأقسام
يتكون جامع التويم في شكله الداخلي من عدة أقسام وهي كالتالي:
- بيت القبلة وهو عبارة عن محراب مجوف في وسطه عامود أسطواني مبني من الحجارة الأسطوانية الشكل (الخرز) ومليس بالجص ومقام فوقه عقدين مثلثين لحمل سقف المحراب ولبيت القبلة او المصباح بابان احدهما يقع في الزاوية الشمالية والآخر في الزاوية الجنوبية الشرقية منه.[5]
- الصحن وهو القسم المكشوف من المسجد ويقع بين بيت الصلاة والخلوة وهو أقل الأقسام مساحة ، يوجد به شاخص ومسامير مثبته في الأرض لمعرفة أوقات الصلاة والشهور والنجوم ويظهر فيه محراب الخلوة بارزاً.[5]
- الخلوة تقع في القسم الشرقي من المسجد ولها باب في الجهة الشمالية يفضي الى الشارع، تتكون الخلوة من محراب وصفين من الأعمدة ويوجد في سطح الخلوة سلمان يؤديان الى سطح بيت الصلاة احدهما يقع في الجهة الشمالية وملاصق للجدار الشمالي والآخر في الجهة الجنوبية وملاصق للجدار الجنوبي ، وفي الركن الشمالي الشرقي من المسجد وبجوار قاعدة المأذنة يوجد غرفة مكشوفة ربما استخدمت كمدرسة للكتاتيب ، وقد تهدم الآن جزء من الخلوة بحيث سقط جزء من سقفها وإنهار في وسطها.[5]
- الميضأة تلتحق بالمسجد من الناحية الجنوبية الشرقية ويوجد فيها بئر وقرو للوضوء ويوجد بها أيضاً دهليز يوصل الى صحن المسجد وبيت الصلاة ويوجد به باب يوصل الى الخلوة.[5]

## أئمة الجامع
تولى إمامة هذا الجامع مجموعة من الشيوخ والمؤرخين من أبرزهم:
- الشيخ عمر بن محمد الفاخري والد المؤرخ محمد بن عمر الفاخري.
- الشيخ المؤرخ حمد بن محمد بن لعبون والد الشاعر محمد بن لعبون.
- الشيخ المؤرخ محمد بن عمر الفاخري.
- الشيخ والمؤرخ إبراهيم بن محمد الوهيبي.